# Trichosalpinx amygdalodora
Trichosalpinx amygdalodora är en orkidéart som först beskrevs av Friedrich Fritz Wilhelm Ludwig Kraenzlin, och fick sitt nu gällande namn av Carlyle August Luer. Trichosalpinx amygdalodora ingår i släktet Trichosalpinx och familjen orkidéer. Inga underarter finns listade i Catalogue of Life.